# بين مورغان
بين مورغان (بالإنجليزية: Ben Morgan)‏ هو لاعب اتحاد الرغبي بريطاني، ولد في 18 فبراير 1989 في برستل في المملكة المتحدة.

## وصلات خارجية
- بين مورغان على موقع دوري الرغبي الممتاز (الإنجليزية)
- بين مورغان عل موقع إسبنسكروم (الإنجليزية)
- بين مورغان على موقع ItsRugby.co.uk (الإنجليزية)